# NGC 3063
NGC 3063 — двойная звезда в созвездии Большой Медведицы. Открыта Уильямом Гершелем в 1802 году.
Гершель обнаружил этот объект в 1802 году, но упоминал его в своих записях только косвенно; вероятно, он перепутал эту двойную звезду с каким-то из открытых ранее объектов. В первоначальной версии Нового общего каталога объекты NGC 3063, 3065 и 3066 хотя и были расставлены в порядке увеличения прямого восхождения, но были перепутаны и были не в том порядке сопоставлены с объектами, которые открыл Гершель. 